# Трагічне кохання до зрадливої Нуськи
«Трагічне кохання до зрадливої Нуськи» — короткометражний фільм-трагікомедія режисера Тараса Ткаченка за мотивами оповідання «Граната на двох» Юрія Винничука.

## Про фільм
КДІТМ ім. І. К. Карпенка-Карого, факультет кінематографії та телебачення, майстерня кінорежисури Б. Савченка та Я. Ланчака, майстерня кінооператорів В. Верещака та І. Кривоноса, майстерня кінохудожників Р. Адамовича.

У фільмі звучали пісня «Спомин» М. Мозгового у виконанні ВІА «Кобза», народна пісня «Ой, піду я в лісок-трісок» у виконанні жителів с. Рівне, «Tango D’Amore» у виконанні Дойни Бадеа та мелодії з індійських фільмів.

Автори фільму щиро вдячні: Юрію Ніцу, Олександру Ковалю, Володимиру Губі, Людмилі Роман, Людмилі Сусловій, Солі та Ірині Поплавським, колективам: санаторію ім. 1 Травня, аптеки №110, СШ №194, ЗАТ «Оболонь», мешканцям смт Пуща-Водиця.

## Нагороди
Здобув перемоги на кінофестивалях «Відкрита ніч», «Кінолітопис», «Свята Анна», On the Lake, «На хвилях зачарованої Десни»)

## Сюжет
Історія двох хлопчиків, найкращих друзів, які обоє безтямно закохані в сільську красуню, через що їхня дружба повсякчас піддається суворому випробуванню. Але третього конкурента вони вже витримати не можуть. Коли з’являється конкурент — молодик у військовій формі (а дія відбувається в повоєнний час), який одразу приступає «до справи» на сіновалі, — двоє невдах вирішують покінчити з життям і таким чином покарати зрадливу Нуську.

## Акторський склад
- Наталя Озірська – зрадлива Нуська
- Вітя Єриненко – Грицько
- Женя Романчук – Юрко
- Яся Яременко – дівчинка
- Алекс Печериця – солдат
- Женя Ємельянова – аптекарка

## Знімальна група
- Режисер: Тарас Ткаченко
- Сценарист: Тарас Ткаченко
- Оператор: Андрій Самарець
- Художник: Олена Яременко
- Монтаж: Олена Золотухіна
- Звук: Світлана Соколюк
- Перезапис: Наталя Домбругова
- Асистенти: Інна Кубашко (звук), Ігор Яременко (декорації), Павло Шевчук (знімальний майданчик)
- Світло: Сергій Войтенко
- Транспорт: Володимир Черепашук
- Організація виробництва: Володимир Яценко, Людмила Корсунська
- Англійські субтитри: Роксолана Подпірка і Юліана Пасічник